# بطم أطلسي
البطم الأطلسي أو مستكي أو البطومنوع شجري معمر يتبع جنس البطم وينتمي إلى الفصيلة البطمية (باللاتينية: Anacardiaceae). موطنه الأصلي المغرب العربي والمشرق العربي وغرب آسيا وصولاً إلى إيران.
يكثر ببلاد الشام. وتوجد منه أكثر من 140 ألف شجرة في محمية البلعاس، ثلاث آلاف شجرة منها معمرة في محافظة حماة السورية، وفي الأردن تنتشر أشجار البطم المعمرة (بحدود ألف عام) من شماله إلى جنوبه بشكل متقطع، وأقصى انتشار له في جنوب الأردن في محافظة الطفيلة بمنطقة تلاع البطم، وفي صحراء الأردن توجد منه شجرة البقيعاوية الشهيرة.
أما في المغرب، فيوجد هذا النوع في المنطقة الشرقية، من مدينة وجدة إلى مدينة تازة. لكنه يتعرض لأضرار من قبل ساكني المنطقة، مما أدى إلى تقلص تواجد هذا النوع من غابات كثيفة إلى بقع متناثرة من الأشجار.
لهذا النبات وجود مميز في تخوم الصحراء الجزائرية أي في منطقة السهوب، و من مميزات هذا النبات : أنه يتوجد أينما يتواجد نبات السدر إذ أن هناك طائر يأكل ثمرة شجرة البطم والتي تسمى ثمرة الخُذيري في منطقة الأغواط
 ، و عندما يحط على غصن من شجرة السدر يلقيها مع فضلاته وبعد مدة تظهر شجيرة البطم تحت شجرة السدر ثم تكبر على حساب الشجرة المضيفة حتى تبقى وحدها مكان السدرة. 

## أهمية النبات
يتميز هذا النوع من النبات بمقاومته للجفاف وظلاله الوفيرة وتعميره. وكذلك يلعب دورا مهما في إثراء الحياة البرية، إذ يعتبر ملجأً لمختلف الحيوانات خاصة في الأوقات الحارة من فصل الصيف.

## مصادر

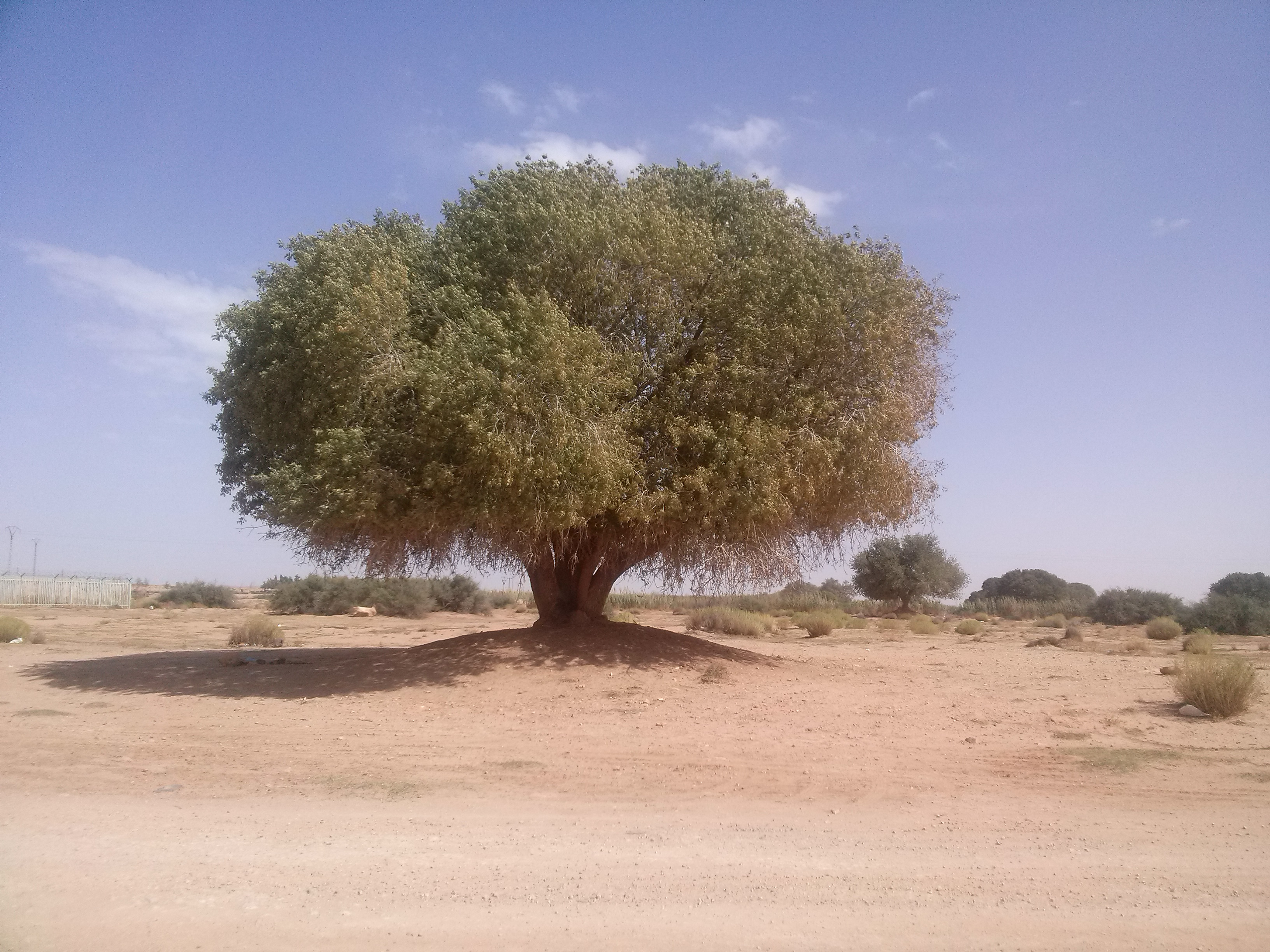
بطم الأغواط